# Supremacismo occidental (libro)
Supremacismo occidental: ¿triunfo de una idea? es un libro sobre teorías del desarrollo, relaciones internacionales y sociología escrito por la galardonada historiadora, periodista, investigadora y escritora francesa nacida en Túnez, Sophie Bessis .
Según la profesora de filosofía política Flavia Monceri, Sophie Bessis muestra cómo las nociones de occidente se han utilizado para justificar los intereses económicos imperiales y el surgimiento de una ideología de libre mercado. Monceri sostiene que lo peculiar de occidente no es el mero hecho de una hegemonía exitosa, sino el hecho de que "las naciones de occidente... son las únicas que han producido un aparato teórico (filosófico, moral y científico) para legitimarla". Una noción de supremacía en realidad sustenta los últimos 500 años de la historia occidental y aún lo hace, por ejemplo, en los supuestos que subyacen a nociones como los derechos humanos y la modernización . Además, occidente aún no es capaz de renunciar a la creencia en su propia superioridad, a pesar de los crecientes signos opuestos que indican que se está convirtiendo cada vez más en una civilización individual como muchas otras.
La periodista de Le Monde, Catherine Simon, afirma: "La supremacía occidental, por muy radical que sea su crítica, no es, sin embargo, una crítica antiamericana ni otra denuncia más de occidente, de la que la Europa del Renacimiento fue la matriz. Es un libro de historia, que cuestiona y desafía, sin complacencia, a las élites y sociedades del sur global.” 

Masacre de Indígenas por los españoles. 1664.

Según una reseña de un libro de la Universidad de Stanford, Sophie Bessis cuenta la historia de la relación de occidente con el mundo que llegó a dominar, desde la conquista de las Américas, pasando por el comercio de esclavos y el Reparto de África, la carga del Hombre Blanco, el Destino Manifiesto y el crecimiento del racismo científico, a la descolonización, la ideología del desarrollo y el ajuste estructural . Supremacismo occidental es una introducción a la historia del pensamiento colonial y desarrollista. Partiendo de la idea ilustrada de universalismo, rastrea cómo esto facilitó una noción de occidente enraizada en una herencia helénica sistemáticamente desprovista de influencias egipcias o árabes. Aunque la jerarquía de las razas ha dado paso ahora a la jerarquía del desarrollo, Bessis argumenta que el desarrollismo es la nueva encarnación de la paradójica aspiración de occidente de llevar al mundo al universalismo mientras mantiene su propia supremacía. Los intentos de emular el modelo occidental han tenido consecuencias devastadoras para el sur global. Los derechos humanos, la democracia y la justicia, al menos en la retórica, se han aceptado en todo el mundo. Sin embargo, aquellos que se enorgullecen de haber inventado esta universalidad todavía reclaman un derecho privilegiado para definir su contenido. Bessis destaca la hipocresía con la que el norte aplica estos estándares: un estándar para China, con su enorme mercado potencial, otro para los estados africanos menores, uno para la opresión musulmana de las mujeres en Teherán, otro en Riyadh. En otras palabras, los derechos humanos todavía están completamente subordinados al interés económico".
Occidente tolera el desarrollo de los otros con la condición de que no interfiera con los intereses de occidente. Bessis concluye explorando las reacciones dentro de los países en desarrollo ante el intento históricamente sin precedentes de rehacer el mundo a la imagen de occidente, aunque nunca con éxito, siempre en el subdesarrollo. Según la autora, la incapacidad de occidente para adaptarse al pluralismo socava su propia fuerza y la legítima existencia y el lugar legítimo que los pueblos no occidentales tienen en el mundo. Bessis concluye planteando la conmovedora pregunta acerca de cómo pasamos colectivamente de una dominación unilateral por parte de occidente a un cuerpo de ideas y un discurso en el que todos los miembros de la humanidad puedan reconocerse y participar en su construcción.
Según Maliha Chishti, Bessis afirma que la ideología del desarrollo convenció al mundo a aceptar la universalidad e inevitabilidad de la modernidad y el progreso, pero solo con la condición de que su desarrollo y modernización no interfieran con los intereses de occidente. Además, Bessis admite que aunque occidente no quiera admitir o someterse a esta dirección, inevitablemente se verá empujado, voluntariamente o no, a ubicarse finalmente de manera realista en el mundo.
Según Philippe Dewitte, Bessis ve surgir un sur global que será capaz de inventar una modernidad con autodeterminación, un universalismo que dejaría de ser una fachada dictada por occidente, un "modelo de desarrollo" diferente del que ostenta occidente.

## Contenido

### Parte 1: La formación de una cultura
- 1. Nace occidente : El nacimiento de un mito - Los jinetes del Apocalipsis - La sangría de África
- 2. Luz y sombra de la Ilustración : América y la esclavitud - Universalidad limitada - Un momento de vacilación
- 3. Las raíces de una convicción : La prueba por raza... - ...y sus aplicaciones - En nombre de la civilización - La europeización del mundo - Los límites del progreso
- 4. Continuidad debajo de los cambios desgarradores : El mundo de los libros de texto - Las contradicciones comunistas - En torno al nazismo - Convulsiones coloniales - El período de las dudas - ¿Mesías alternativos? - Un modelo económico
- 5. La reacción : Un nuevo discurso - De la restauración de los mitos - ...a la reescritura de las historias - ¿El fin de una era?

### Parte 2: Así es el mundo
- 6. La gran ilusión poscolonial: Las 'décadas del desarrollo' - Dos variantes de un mismo modelo - El Estado como demiurgo - Beneficiarios en el Sur
- 7. La nueva base de la hegemonía: La constancia de la riqueza - La economía de la deuda - El dividendo de la deuda - Programas de crisis y ajuste - Tecnologías de restricción
- 8. Los privilegios del poder: Hacer uso del liberalismo - Los dados cargados del libre comercio - Unos más iguales que otros - Una factura enorme - Inmigración, memoria y amnesia - Barreras contra el Otro - Caprichos del derecho de asilo - Un modelo en cuestión
- 9. ¿Principio del final?: Hegemonía herida - Agrupación de enemigos - Problemas en el Norte - La encarnación del mal - Nostalgia del Estado - Ganadores y perdedores

### Parte 3: Los dos lados del espejo
- 10 El nuevo aspecto de la universalidad: La geografía del derecho - Moral selectiva - Lógicas de la interferencia
- 11 El mismo y los otros: El resurgimiento del Otro - ...y el regreso de las amenazas - El nuevo enemigo principal - Los Otros con ropas desechadas - Lo Mismo en sus diversas declinaciones - La fortuna de un término - La asignación de la diferencia
- 12 Al otro lado del espejo: La venganza del pasado - Los cultos a la memoria - Las artimañas de la omnipotencia - Las dictaduras identitarias - El aprovechamiento de las tradiciones - ¿Hacia nuevas modernidades? Conclusión.

## Otras lecturas
- Bessis, Sophie (2003). Supremacismo occidental: ¿el triunfo de una idea? Zed Books. 304p. ISBN 9781842772195, ISBN 1842772198.
- Dunbar-Ortiz, Roxanne (2015). Una historia popular de los Indígenas de los Estados Unidos . Beacon Press, Boston.ISBN 9780807000403.
- Lindqvist, Sven (1996). Exterminad a todos los brutos . Nueva Prensa, Nueva York. ISBN 9781565843592.
- Said, Edward (1978). Orientalismo . Libros Panteón. ISBN 9780394428147.
- Van der Pijl, Kees (2014). La disciplina de la supremacía occidental: modos de relaciones exteriores y economía política, volumen III, Pluto Press, ISBN 9780745323183.